# Ämten (Hällestads socken, Östergötland, 651544-148961)
Ämten är en sjö i Finspångs kommun i Östergötland och ingår i Motala ströms huvudavrinningsområde. Sjön har en area på 0,472 kvadratkilometer och ligger 68,7 meter över havet.

## Delavrinningsområde
Ämten ingår i det delavrinningsområde (651567-148793) som SMHI kallar för Mynnar i Hällestadsån. Medelhöjden är 74 meter över havet och ytan är 23,78 kvadratkilometer. Räknas de 20 avrinningsområdena uppströms in blir den ackumulerade arean 352,74 kvadratkilometer. Emmaån (Boverkeån) som avvattnar avrinningsområdet har biflödesordning 3, vilket innebär att vattnet flödar genom totalt 3 vattendrag innan det når havet efter 49 kilometer. Avrinningsområdet består mestadels av skog (71 procent) och jordbruk (12 procent). Avrinningsområdet har 0,99 kvadratkilometer vattenytor vilket ger det en sjöprocent på 4,2 procent.